# ایشیدوریو، ایواته
ایشیدوریو، ایواته (به لاتین: Ishidoriya) یک منطقهٔ مسکونی در ژاپن است که در ناحیه توهوکو واقع شده‌است. ایشیدوریو ۱۵٬۹۵۱ نفر جمعیت دارد.